# Saida Andersson
Saida Andersson, folkbokförd Sajda Johanna Andersson, född Lidman 8 oktober 1923 i Älvsbyn, död 14 november 1998 i Boden, var en svensk fjärrskådare som hade rykte om sig att kunna hjälpa människor hitta igen borttappade saker.

## Bakgrund och familj
Andersson levde under sina första år i en vinterladugård med stampat jordgolv i byn Petbergsliden i Älvsbyn. Hon blev gravid som 15-åring, lämnade föräldrahemmet och födde dottern Siv-Gun. Som 19-åring gifte hon sig och fick sedan ytterligare fem barn. Andersson födde upp grisar, städade bussar, skottade snö och plockade bär för att kunna försörja sig och sina barn.   
År 1960 flyttade familjen till byn Bredåker i Boden. Efter skilsmässa i slutet av 1960-talet träffade hon långtradarchauffören Hilding Nilsson, som hon inledde en relation med. Andersson fick sex barn, varav tre var i livet 1998. Av dessa var dottern Sol-Brith och tre dotterdöttrar aktiva sierskor.

## Karriär som sierska
År 1988 fick Andersson en guldmedalj av Svenska Jägareförbundet. År 1991 utsågs hon till Årets Bodensare. Hon blev rikskänd när hon i Café Luleå på TV under början av 1990-talet i direktsändning erbjöd människor hjälp att finna sådant de tappat bort. I några fall kunde dessa också bekräfta att Saida hjälpt dem att återfinna det borttappade. 
Hon hade under många år en spalt i veckotidningen Hemmets Journal, där hon gav råd till människor som tappat bort föremål, husdjur eller personer. Vidare medverkade hon i radioprogrammet Efter tre.
Hösten 1998 avled hon på Bodens sjukhus efter att dagen innan blivit akut sjuk i duschen. Enligt dottern Sol-Brith visste Andersson att hon snart skulle dö. Saida Andersson är begravd på Lundagårds kyrkogård i Boden.

## TV-programmet Sierskan
År 2021 skildrades Andersson och hennes medverkan i Café Luleå i dokumentären Sierskan, där det bland annat hävdades att endast en minoritet av de människor som hon gav råd till i TV verkligen kunde återfinna sina saker genom detta.